# 比恩

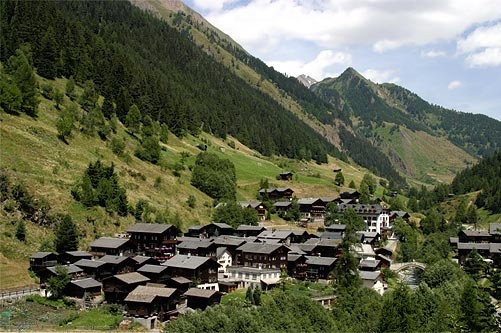

比恩是瑞士的城鎮，位於該國南部，由瓦萊州負責管轄，面積65.03平方公里，海拔高度1,400米，2011年人口144，九成人口信奉羅馬天主教，人口密度每平方公里2人。

## 外部連結
- http://www.binn.ch （页面存档备份，存于）
- All information about the famous Binntal sulfosalt quarry （页面存档备份，存于）